# Idősebb Oszlopos Szent Simeon
Idősebb Oszlopos Szent Simeon, vagy röviden csak Oszlopos Simeon, görögösen Szimeon Sztülitész (ógörögül: Συμεὼν ὁ στυλίτης, latinul: Simeon Stylites), (kb. 388 – 459. szeptember 2.) szír keresztény aszkéta, sztilita. Általában őt szokták Oszlopos Simeonnak nevezni.

## Élete
A Nikopoliszi tartomány Szisz nevű helységében született. Fiatalon Teleda kolostorának lett a tagja. 9-10 évet élt itt igen szigorú aszkézisben: böjtjét csak vasárnap függesztette fel, két éven át félig eltemetve töltötte napjait a kolostor kertjében, s olyan kegyetlen ciliciumot viselt, hogy sebeinek szagát nem lehetett elviselni. Elöljárói eltanácsolták az alig 20 éves aszkétát, nehogy példájával elrettentse a kevésbé erőseket. Simeon a hegyek magányába menekült, s egy kiszáradt ciszternában húzódott meg halálra szántan.
Elöljárói visszahívták, de Simeon nemsokára végleg elhagyta Teledát. Valószínűleg 410 nagyböjtjén – az Antiókhiától délkeletre 65 km-re lévő – Telnesinbe érkezett. Mari monostora mellett kis kunyhóban töltötte a 40 nagyböjti napot úgy, hogy semmit sem vett magához. 3 évig reclususként élt, majd egy szomszédos hegy rejtekében keresett újabb menedéket. Lábán nehéz bilincset viselt, hogy korlátozza mozgását, ezt csak Meletiosz püspök tanácsára hagyta el. Hogy a köréje sereglő, őt szentként tisztelő és tőle csodákat váró emberektől megszabaduljon, egy oszlop tetejére költözött, bevezetve ezzel az aszkézisnek ezt a formáját. Az első oszlop magassága 1,76 m volt, majd mindig magasabb, végül az utolsó 16 m.
Simeon imádkozott, ünnepnapokon kitárt karral meghajlások ezreit végezve. Naponta kétszer prédikált, a délutáni nona után rendelkezésére állt a tanácskeresőknek, a betegeknek. Mindenki számára érthetően, szelíden beszélt. Az egyszerű nép csodatevőként tekintett rá. Theodorétosz szerint az ismert világ minden tájáról özönlöttek hozzá az emberek, Galliától a Kaukázusig. II. Theodóziosz császár levélben és küldöttség által kérte Simeon imáit, Marcianus császár álruhában kereste fel. Simeon kapcsolatban volt kora jeles szerzeteseivel, így például Oszlopos Szent Dániellel, Szent Genovévával. Meglátogatta őt Szent Theodósziosz is.
459-ben egy szerdai napon, délután 3 órakor hunyt el. 47 évet élt Telnisben, ebből 10-et reclususként, 37-et oszlopon. Hetvenéves lehetett.

### Megjegyzés
- Sarkadi Imre 1960-ban megjelent drámája, az Oszlopos Simeon nem a szentről szól. Az oszlop itt a mai ember elmagányosodásának a jelképe. (P. M., i. m. 1177. o.)

## Korabeli életrajza magyar nyelven
- Xeravits Géza – Nacsinák Gergely András (szerk.): Oszlop a hegyen – Stylita Szent Simeon élete, L'Harmattan Kiadó, Budapest, 2009, ISBN 978 963 236 221 2, 100 p.